# Kronenbohrer
Ein Kronbohrer (hohler Rundmeißel) ist eine Art Fräse mit radial stehenden Schneiden, die vor allem bei Langlochbohrmaschinen und Fräsmaschinen angewandt wird. Der Kronbohrer ist das klassische Gerät zur Ausarbeitung von Ringlöchern.
Die Schneiden sind an der Stirnfläche angeordnet und arbeiten bei der Drehung ebene Flächen aus.